# Milutin Milanković
Milutin Milanković (serbio cirílico: Милутин Миланковић) (Dalj, Osek (Osijek/Eszék), imperio Austrohúngaro (hoy Croacia), 28 de mayo de 1879 - Belgrado, Yugoslavia, 12 de diciembre de 1958) fue un ingeniero civil, astrónomo, matemático y geofísico serbio, muy reconocido por su teoría de edades de hielo que relaciona las variaciones de la órbita terrestre y los cambios de larga duración del clima, lo que se conoce como variaciones orbitales o ciclos de  Milanković.

## Comienzos
Milutin Milanković concurrió a la "Escuela Técnica de Viena" (hoy Universidad Tecnológica de Viena) donde se gradúa en ingeniería civil en 1902, obtiene su doctorado en Ciencias Técnicas en 1904.
Luego trabaja en la que sería la famosa firma de Adolf Baron Pittel Betonbau-Unternehmung en Viena. Construye embalses, puentes, viaductos, acueductos y otras estructuras en hormigón armado, a través de Austria-Hungría. Milanković continua su ejercicio profesional práctico en ingeniería civil en Viena hasta el otoño de 1909, cuando se le ofrece la cátedra de Matemática aplicada (mecánica racional, mecánica celeste, física teórica) en Belgrado.
El año 1909 marca un punto de inflexión en su vida. Aunque continúa prosiguiendo investigaciones de variados problemas pertinentes a las nuevas aplicaciones del hormigón armado, decide concentrarse en investigaciones fundamentales teóricas.

## Vida
Eventos turbulentos tienen lugar, si bien se instala en Belgrado, cuando las guerras de los Balcanes se desarrollan antes de la Primera Guerra Mundial. Cuando la Gran Guerra estalla en 1914 (recién casado), es internado por el Ejército austrohúngaro en Neusiedl am See y más tarde hacia Budapest, donde es llevado para trabajar en la Biblioteca de la Academia de Ciencias de Hungría.

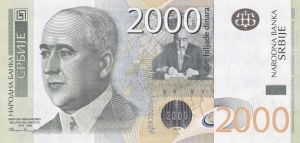
Milutin Milanković en el billete de 2000 dinares serbios

En 1912 su interés se centra en los climas solares y las temperaturas medias en los planetas. Aunque internado en Budapest ocupa su tiempo en este estudio, y hacia el final de la guerra finaliza una monografía que publica en 1920, en la Academia Serbia de Ciencias y de Artes, por Gauthiers-Villards en París, titulada Teoría matemática de los fenómenos térmicos producidos por la radiación solar.
Esta obra le proporciona una considerable reputación en el mundo científico, especialmente por su "curva de insolación sobre la superficie terrestre". Esta curva solar no fue aceptada hasta 1924, cuando el importante geógrafo, padre de la paleoclimatología Wladimir Köppen con su yerno el meteorólogo Alfred Wegener, introducen esta curva en su obra, titulada Climas en el pasado geológico. Después de sus primeras aportaciones, Milanković es invitado, en 1927, a cooperar en dos importantes publicaciones: la 1ª un manual de climatología (Handbuch der Klimatologie) y la 2ª otro manual sobre geofísica (Gutenberg's Handbuch der Geophysik). Él escribe la introducción Mathematische Klimalehre und astronomische Theorie der Klimaschwankungen (Ciencia matemática del clima y teoría astronómica de las variaciones del clima), se publica en 1930 en alemán, y en 1939 traducido al ruso. Allí la teoría del clima planetario es más desarrollado con especial referencia a la Tierra.
Crea la regla de cambio del calendario juliano revisado, en uso por muchas Iglesias ortodoxas, mucho más seguro que el original calendario juliano, pero menos que el calendario gregoriano sobre el que se basa.

## Honores, distinciones y condecoraciones
- Oficial de la Orden de la Corona de Yugoslavia (Reino de Yugoslavia).
- Caballero de la Orden de San Sava (Iglesia Ortodoxa Serbia).

### Otros honores
- El cráter lunar Milankovic lleva este nombre en su memoria.[1]
- El cráter marciano Milankovic también lleva su nombre.[2]
- El asteroide (1605) Milankovitch también conmemora su nombre.[3]